# マリナー9号

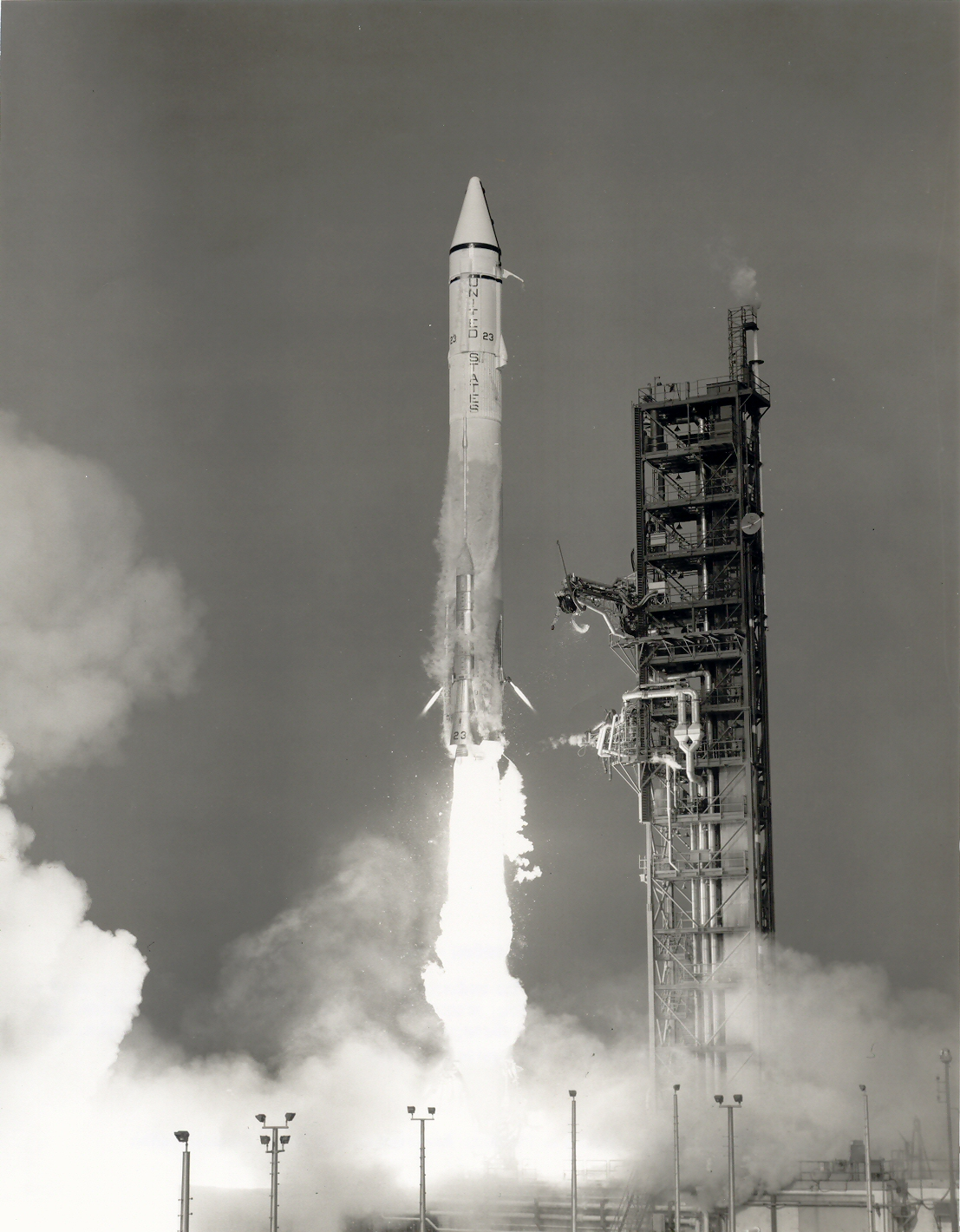
マリナー9号の打ち上げ

マリナー9号（まりなー9ごう、Mariner 9）は、NASAのマリナー計画の火星探査機である。1971年5月30日に打上げられ、同年11月14日に火星へ到達、初めて他の惑星軌道に乗った探査機となったが、それから1か月以内に到達したソビエトのマルス2号・3号を僅かに先んじただけであった。何か月間もの砂塵嵐の後、火星表面の驚くほど鮮明な映像を送り返すことに成功した。

## 目的
マリナー9号は、マリナー6号と7号から始めた大気の調査を継続し、それまでの火星ミッションと比べて最低高度（1500 km、約900マイル）から、なおかつ最高解像度（ピクセル当たり1 km - 100 m）で、火星の70 %以上の地形図を作成するために設計された。火山活動の証拠である熱源を見付けるための赤外線放射計も搭載していた。また、火星の2つの衛星を分析することにもなっていた。マリナー9号は、これらの目的を充分達成した。

## 成果

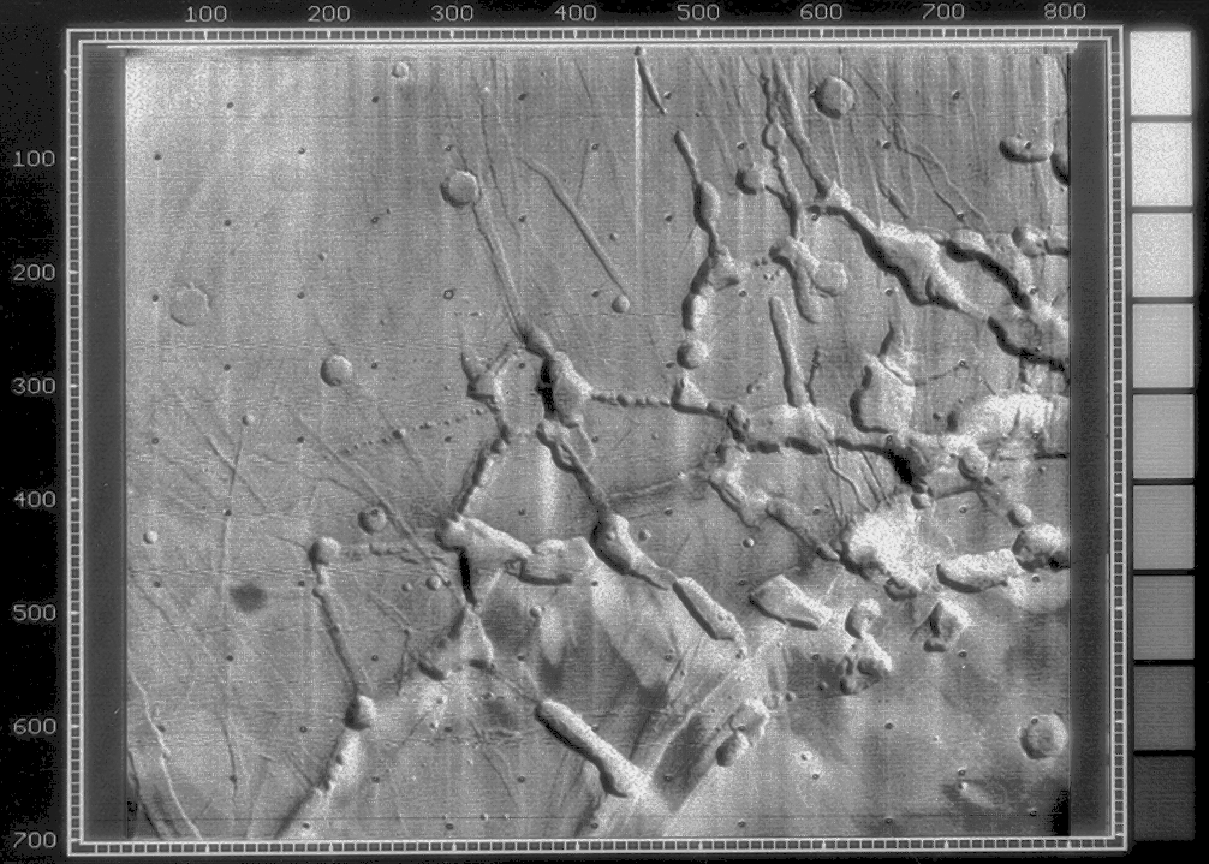
マリナー9号から撮影されたマリネリス峡谷の西端にあるノクティス迷路

マリナー9号は、初めて他惑星軌道に乗った宇宙探査機である。マリナー6号と7号に似た機器を搭載していたが、火星軌道上で探査機を制御するにはより大きな推進システムが必要となるため、6号と7号を合わせた以上の重量があった。マリナー9号が火星に到着した際、火星の大気圏は埃っぽく表面は不明瞭であった。この予想外の状況により、惑星を調査するには単に上空を通過するだけよりも軌道からの方が望ましいことが証明された。そのため、地球からマリナー9号のコンピュータへ、埃が落ち着くまで表面撮影を2か月延ばすようにプログラムが行なわれた。軌道上で349日経過後、マリナー9号は7,329枚の映像を送り、それは火星表面の80 %をカバーしていた。映像からは、川床、クレーター、巨大な休火山（例えば太陽系で最大の火山であるオリンポス山）、峡谷（長さ4,000 km、約2,500マイル以上のマリネリス峡谷など）、風と水による侵食や堆積や前線や霧などの証拠が明らかとなった。火星の小さな衛星であるフォボスとダイモスも撮影された。マリナー9号での調査結果は、後のバイキング計画の基礎となった。
巨大なマリネリス峡谷は、マリナー9号の業績を記念して名付けられた。
高度制御ガス供給が減少したため、マリナー9号は1972年10月27日に運用停止した。

## 製造
マリナー9号に搭載されている紫外線分光計は、コロラド大学ボルダー校大気宇宙物理学研究所 (LASP) で製造された。

## 現在地
マリナー9号はまだ火星軌道上にあり、少なくとも2022年まではそのままであるが、その後火星大気圏へ突入すると見られている。